# 114-es busz (Budapest)
A budapesti 114-es jelzésű autóbusz a Móricz Zsigmond körtér és a Baross Gábor-telep, Ispiláng utca között közlekedik. A vonalat az ArrivaBus üzemelteti.

## Története
1974. szeptember 2-án 14Y jelzéssel indítottak új járatot a Kosztolányi Dezső tér és a Lőtéri bekötőút között. 1977. január 3-án a 114-es jelzést kapta. 1982. július 3-ától már csak munkanapokon járt, majd 1984. október 31-én megszüntették.
1986. január 1-jén újraindították a 114-es buszt a Kosztolányi Dezső tér és a Baross Gábor-telep, Ispiláng utca között, útvonala az alap 14-es busztól csak annyiban tért el, hogy a Minta utca helyett a - az egy évvel korábban elkészült Rózsakert lakótelep délnyugati határán húzódó - Rózsakert utcán keresztül közlekedett.
2008. szeptember 6-án a 14-es busz a 214-es jelzést kapta, továbbá 213-as jelzéssel új járat indult a Baross Gábor-telep, Török utca érintésével.
2011. december 1-jétől a 973-as busz Budafok kocsiszín nevű megállójában is megállnak.
Útvonala a 4-es metró átadásáig azonos volt a 213-as és a 214-es busszal a Kosztolányi Dezső tér és a Budatétényi sorompó között, a metróvonal átadása után a Bikás park és a Nyéki Imre Uszoda megállók közötti szakaszon ideiglenesen eltérő lett.
2016. június 4-én meghosszabbították a Móricz Zsigmond körtérig.
2017. november 12-étől az Etele út Bártfai utca és Fehérvári út közötti szakaszán - az 1-es villamos Kelenföld vasútállomásig történő meghosszabbításának építési munkálatai miatt - elrendelt ideiglenes egyirányúsítás okán mind a két irányban terelve, a Tétényi út–Kondorosi út–Fehérvári út útvonalon közlekedik. Ez maradt a végleges útvonal, a ritkább követésű 7-es busz Tétényi úti szakaszát sűrítendő.
2018. június 30-ától hétvégente és ünnepnapokon, valamint 2024. február 5-étől este 20 óra után az autóbuszokra kizárólag az első ajtón lehet felszállni, ahol a járművezető ellenőrzi az utazási jogosultságot.

## Útvonala
| Baross Gábor-telep, Ispiláng utca felé |
| Móricz Zsigmond körtér M vá. – Bartók Béla út – Tétényi út – Kondorosi út – Fehérvári út – felüljáró – Leányka utca – Savoyai Jenő tér – Kossuth Lajos utca – Nagytétényi út – Rózsakert utca – VII. utca – Dózsa György út – XIII. utca – Baross Gábor-telep, Ispiláng utca vá.                          |
| Móricz Zsigmond körtér felé |
| Baross Gábor-telep, Ispiláng utca vá. – XIII. utca – Dózsa György út – VII. utca – Rózsakert utca – Nagytétényi út – Mária Terézia útja – Savoyai Jenő tér – Leányka utca – felüljáró – Fehérvári út – Kondorosi út – Tétényi út – Bartók Béla út – Móricz Zsigmond körtér – Móricz Zsigmond körtér M vá. |

## Megállóhelyei
| 0  | Móricz Zsigmond körtér M végállomás          | 36 | 7, 27, 33, 33A, 58, 213, 214, 240 6, 17, 19, 41, 47, 48, 49, 56, 56A, 61                                                      |
| 1  | Kosztolányi Dezső tér                        | 34 | 7, 53, 58, 150, 150B, 153, 154, 212, 212A, 212B, 213, 214, 240 19, 49                                                         |
| 3  | Karolina út                                  | 32 | 7, 58, 153, 213, 214 19, 49                                                                                                   |
| 4  | Szent Imre Kórház                            | 31 | 7, 58, 153, 213, 214 |
| 5  | Tétényi út 30.                               | 30 | 7, 58, 153, 213, 214 |
| 6  | Bikás park M                                 | 30 | 1 7, 58, 153, 213, 214 689, 691                                                                                               |
| 7  | Puskás Tivadar utca                          | 28 | 7, 153, 214 |
| 7  | Bornemissza tér                              | 26 | 7, 153, 214 |
| ∫  | Andor utca / Tétényi út                      | 24 | 7, 153, 214 |
| 9  | Csurgói út                                   | 24 | 7, 214 |
| 10 | Nyéki Imre Uszoda                            | 23 | 214 |
| 12 | Albertfalva utca                             | 22 | 213, 214 17, 41, 47, 48, 56                                                                                                   |
| 13 | Fonyód utca                                  | 22 | 213, 214 17, 41, 47, 48, 56                                                                                                   |
| 15 | Budafok kocsiszín                            | 21 | 7, 58, 213, 214 17, 41, 47, 48, 56 S30 G30 S34 S35 S36 (Albertfalva megállóhely)                                              |
| 17 | Leányka utcai lakótelep                      | 19 | 33, 58, 133E, 141, 158, 213, 214, 250, 251 47, 56                                                                             |
| 18 | Savoyai Jenő tér                             | 18 | 33, 58, 133E, 141, 158, 213, 214, 250, 250B, 251, 251A, 251E 47, 56                                                           |
| 19 | Városház tér                                 | 17 | 33, 58, 133E, 141, 158, 213, 214, 250, 250B, 251, 251A, 251E 47, 56 S30 G30 S34 S35 S36 S40 S42 G43 G44 (Budafok megállóhely) |
| 21 | Tóth József utca                             | 15 | 33, 58, 141, 158, 213, 214, 250, 250B                                                                                         |
| 23 | Vágóhíd utca                                 | 14 | 33, 213, 214 |
| 25 | Háros vasútállomás                           | 13 | 33, 133E, 213, 214 S40 S42 |
| 26 | Háros utca                                   | 12 | 33, 133E, 213, 214 |
| 27 | Jókai Mór utca                               | 10 | 33, 133E, 138, 150, 150B, 213, 214                                                                                            |
| 28 | Lépcsős utca                                 | 9  | 33, 133E, 138, 150, 150B, 213, 214 705 1120                                                                                   |
| 29 | Budatétény vasútállomás (Növény utca)        | 8  | 13, 13A, 33, 88, 101E, 113, 113A, 133E, 213, 214, 287 700 S40 S42 G43 G44 (Budatétény megállóhely)                            |
| 30 | Rózsakert utca / Minta utca                  | 7  | 13, 13A, 88, 101B, 101E, 113, 113A, 213, 214, 287                                                                             |
| 31 | Tűzliliom utca                               | 6  | 101B, 101E |
| 31 | Rákóczi út                                   | 6  | 101B, 101E |
| 32 | Terv utca                                    | 4  | 101B, 101E |
| 32 | Szent László utca                            | 3  | 213, 214, 287 |
| 34 | Bem tábornok utca                            | 3  | 213, 214, 287 |
| 35 | XIII. utca / Dózsa György út                 | 2  | 213, 214, 287 |
| 36 | XVI. utca                                    | 0  | 214 |
| 38 | Baross Gábor-telep, Ispiláng utca végállomás | 0  | 214 |